# Chwałowice (Rybnik)
Chwałowice (deutsch  Chwallowitz) ist  ein Stadtteil von Rybnik in der Woiwodschaft Schlesien.

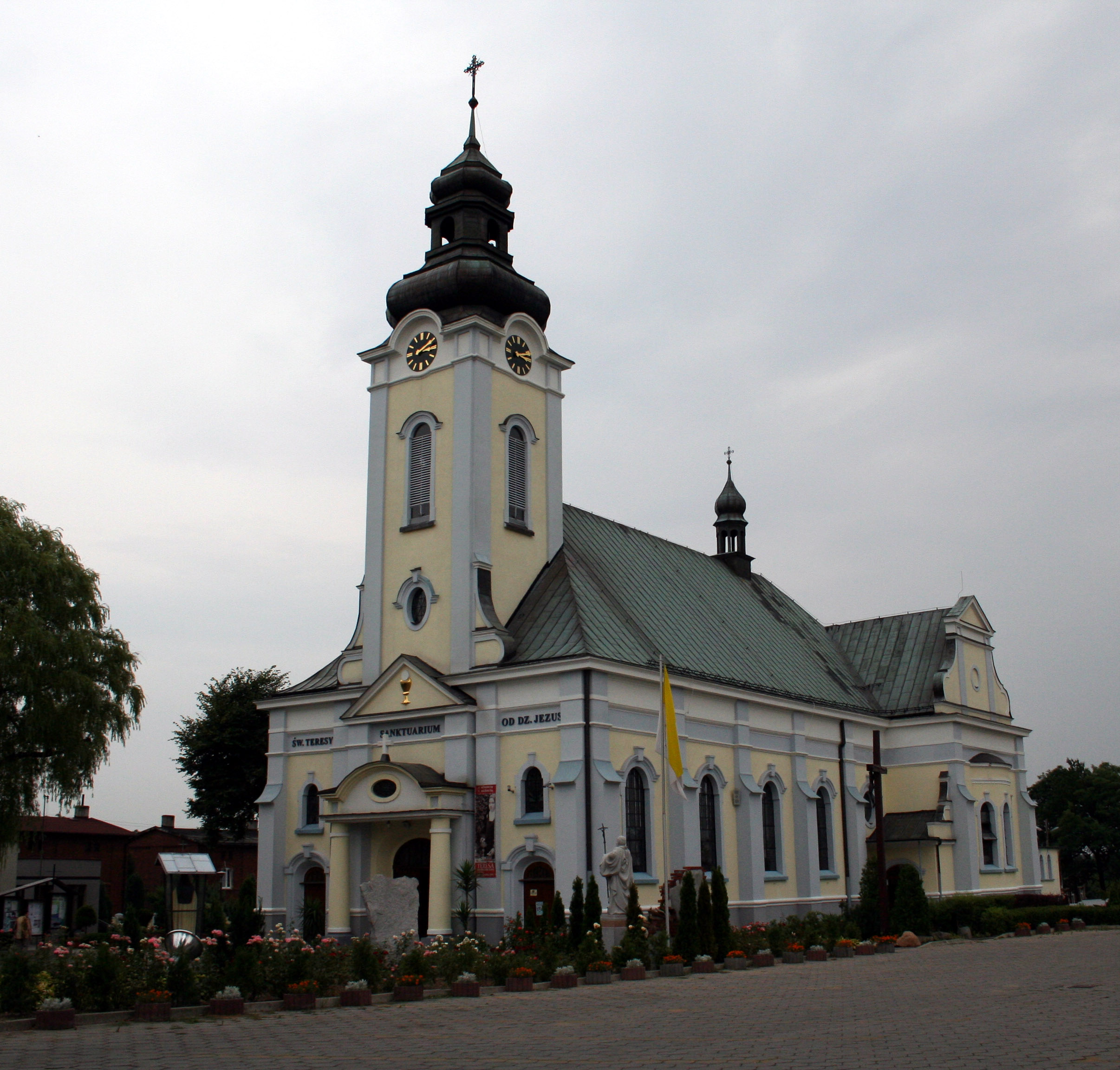
Wallfahrtskirche der Hl. Theresia vom Kinde Jesu (Sanktuarium św. Teresy od Dzieciątka Jezus)

Im Jahr 1907 ließ Graf Guido Henckel von Donnersmarck die Kohlengrube „Donnersmarck“, heute 
„Chwałowice“, in Betrieb nehmen. Seit 1967 war der Ort Stadt.